# Campylocentrus cavipennis
Campylocentrus cavipennis är en insektsart som beskrevs av Fowler. Campylocentrus cavipennis ingår i släktet Campylocentrus och familjen hornstritar. Inga underarter finns listade i Catalogue of Life.